# Траскотт, Кейт
Кейт Траскотт (англ. Keith William Truscott по прозвищу «Bluey»); 1916—1943) — австралийский лётчик-ас Второй мировой войны, сбивший в составе Королевских военно-воздушных сил Австралии (RAAF) 20 самолётов противника (ещё 5 побед не подтверждены). Второй из австралийских летчиков-истребителей по результативности (после Клайва Колдуэлла).

## Биография
Родился 17 мая 1916 года в австралийском городе Prahran, пригород Мельбурна, штат Виктория.
Учился в школе в Мельбурне, где был капитаном крикетной команды. После окончания учёбы работал школьным учителем и простым клерком. Затем стал заниматься австралийским футболом, выступал за команду Melbourne Football Club. В Австралийской футбольной лиге провёл 44 игры и забил 31 гол. Был футболистом с 1937 по 1940 годы.

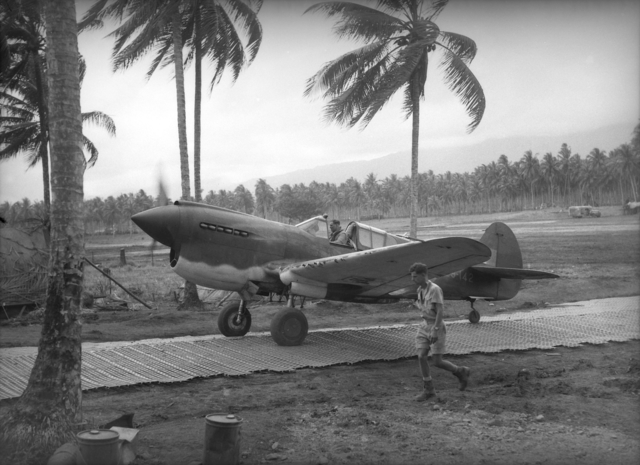
Кейт Траскотт в Новой Гвинее, сентябрь 1942 года

C июля 1940 года служил в армии в Военно-воздушных силах Австралии, стал участником Второй мировой войны. После окончания летной подготовки в Канаде, Траскотт служил в Англии на истребителе Spitfire в 452-й эскадрильи RAAF, стал командиром звена. С начала 1942 года служил в Новой Гвинее в 76-й эскадрильи, исполнял обязанности командира эскадрильи, летал на самолётах P-40. Стал вместе с Клайвом Колдуэллом одним из самых известных пилотов RAAF. Принимал участие в битве за залив Милн.
Позже 76-я эскадрилья была переведена в австралийский Дарвин, Северная территория, а затем в город Exmouth, Западная Австралия. Траскотт погиб 28 марта 1943 года над заливом Exmouth Gulf, когда проводил тренировочные полёты по поражению низколетящих целей. Так как поверхность моря в этот день была необычайно гладкой, считается, что пилот недооценил его близость. Тело Кейта Траскотта было найдено, и он был похоронен на кладбище Карракатта австралийского города Перта.

## Награды
Среди наград пилота:
- Кавалер креста «За выдающиеся лётные заслуги»
- Кавалер «Звезды 1939—1945»
- Кавалер «Тихоокеанской Звезды»
- Медаль «Войны 1939—1945»
- Медаль «Службы Австралии 1939—1945»

## Память
- Именем Кейта Траскотта была названа авиабаза и аэропорт Королевских военно-воздушных сил Австралии в округе Кимберли — Mungalalu Truscott Airbase.
- В футбольном клубе Melbourne Football Club учреждён приз лучшему игроку — «Bluey» Truscott Memorial Trophy.[4]